# Менчель, Авраам
Авраа́м Ме́нчель (ивр. אברהם מנצ'ל‎; 12 декабря 1935, Черновцы — 24 ноября 2023, Хайфа) — израильский футболист и футбольный тренер, играл на позиции полузащитника. Серебряный призёр Кубка Азии 1960 года.

## Биография

### Клубная карьера
Всю футбольную карьеру играл за «Маккаби» из Хайфы. За «зелёных» в чемпионате Израиля сыграл 225 матчей и забил 64 гола. В 1962 году выиграл Кубок Израиля и Суперкубок Израиля.

### Карьера в сборной
В составе сборной Израиля принимал участие на Кубке Азии 1960 года, где сыграл в трёх матчах финального этапа. В матче со сборной Южного Вьетнама забил один из голов и Израиль выиграл матч со счётом 5:1. По итогам турнира Израиль завоевал серебряные медали. Всего за сборную Израиля сыграл 30 матчей и забил 7 голов.

### Тренерская карьера
Получил тренерское образование в Кёльне. В 1965 году возглавил «Маккаби» из Хайфы, в котором проработал в течение четырёх сезонов и помог «зелёным» вернуться в Премьер-лигу. В 1970 году возглавил «Хапоэль» из Иерусалима.
С 1972 по 1974 год работал главным тренером «Маккаби» из Хайфы.

### Смерть
Скончался 24 ноября 2023 года в возрасте 87 лет.

## Достижения
«Маккаби» (Хайфа)
- Обладатель Кубка Израиля: 1961/62
- Обладатель Суперкубка Израиля: 1962

Израиль
- Серебряный призёр Кубка Азии: 1960